# Cudoniella buissonii
Cudoniella buissonii är en svampart som beskrevs av Grelet 1947. Cudoniella buissonii ingår i släktet Cudoniella och familjen Helotiaceae.   Inga underarter finns listade i Catalogue of Life.